# آبچلیک‌ها
آبچلیک‌ها (نام علمی: Tringa) نام یک سرده از تیره آبچلیکان است.

## گونه‌های زنده
- آبچلیک سبز، Tringa ochropus
- آبچلیک تک‌زی، Tringa solitaria
- آبچلیک پاسرخ خالدار، Tringa erythropus
- آبچلیک پاسرخ معمولی، Tringa totanus
- آبچلیک پاسبز معمولی، Tringa nebularia
- آبچلیک سبز خال‌دار، Tringa guttifer
- آبچلیک تالابی، Tringa stagnatilis
- آبچلیک چوبی، Tringa glareola
- آبچلیک فربه، Tringa semipalmata
- آبچلیک پازرد بزرگ، Tringa melanoleuca
- آبچلیک پازرد کوچک، Tringa flavipes
- مرغ جوگندمی دم‌خاکستری، Tringa brevipes
- مرغ جوگندمی سرگردان، Tringa incana